# جون ليزلي (لاعب اتحاد الرغبي)
جون ليزلي (بالإنجليزية: John Leslie)‏ هو لاعب اتحاد الرغبي نيوزيلندي، ولد في 25 نوفمبر 1970 في لور هوت في نيوزيلندا.

## وصلات خارجية
- جون ليزلي عل موقع إسبنسكروم (الإنجليزية)